# Villanovafranca
Villanovafranca település Olaszországban, Szardínia régióban, Medio Campidano megyében. Lakosainak száma 1189 fő (2023. január 1.). Villanovafranca Las Plassas, Gesico, Barumini, Guasila, Villamar és Escolca községekkel határos.

## Népesség
A település lakossága az elmúlt években az alábbi módon változott:
| Lakosok száma | 1344 | 1315 | 1189 |
|               | 2017 | 2018 | 2023 |